# Serranillos
Serranillos es un municipio y localidad española de la provincia de Ávila, en la comunidad autónoma de Castilla y León. El término municipal, perteneciente a la mancomunidad del Alberche, tiene una población de 252 habitantes (INE 2024). 

## Geografía

### Ubicación

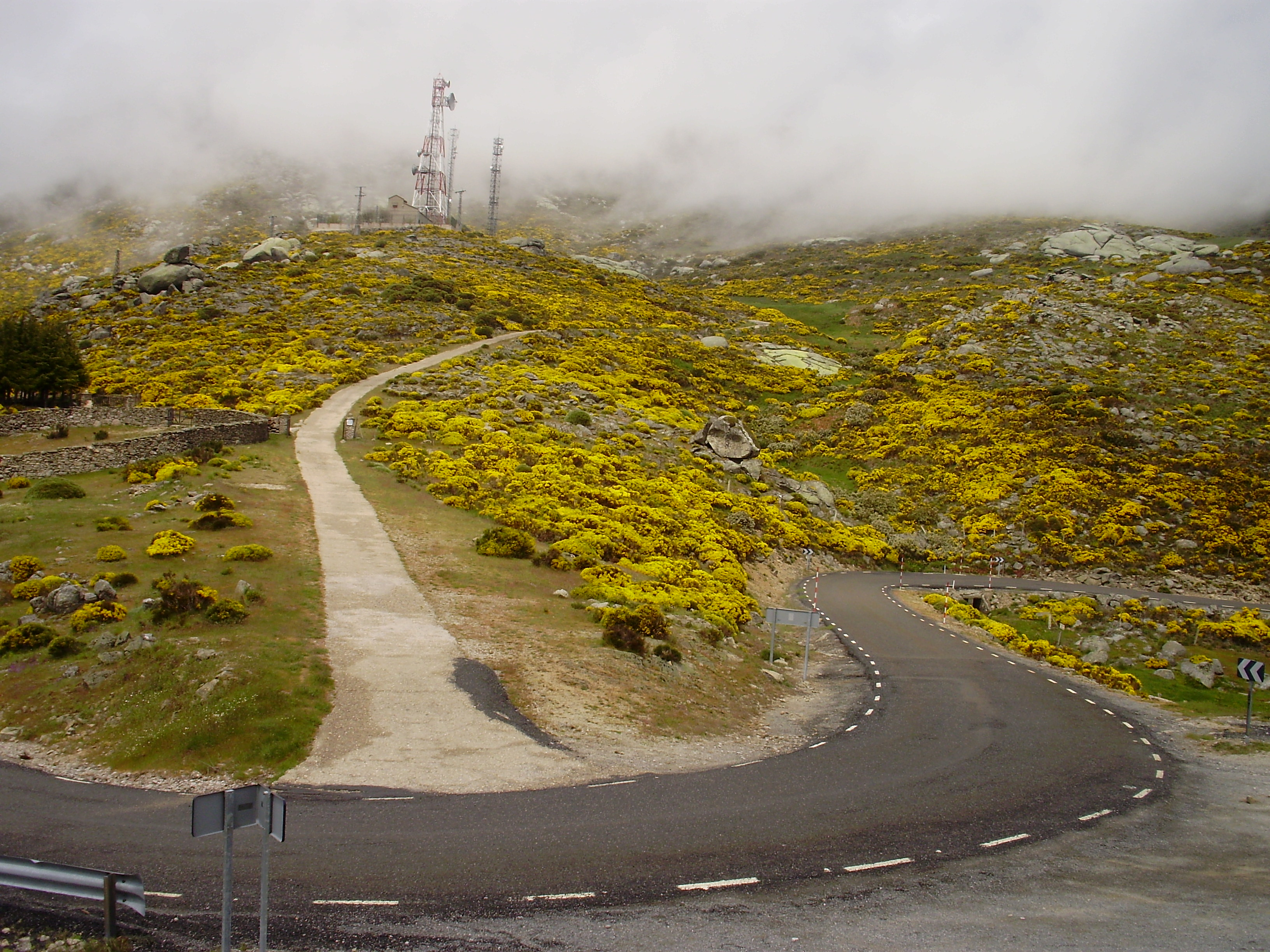
El puerto de Serranillos comunica por el sur a la localidad con el valle del Tiétar.

La localidad se encuentra situada a una altitud de 1220 m sobre el nivel del mar, en el sur de la provincia de Ávila. El municipio limita con los términos municipales de Navalosa, Navarrevisca, San Esteban del Valle, Mijares y Pedro Bernardo. 
| Noroeste: Navalosa              | Norte: Navalosa     | Noreste: Navarrevisca |
| Oeste: San Esteban del Valle    |                     | Este: Mijares         |
| Suroeste: San Esteban del Valle | Sur: Pedro Bernardo | Sureste: Mijares      |

### Clima
| Parámetros climáticos promedio de Serranillos en el periodo 1961-2003                                                             | Parámetros climáticos promedio de Serranillos en el periodo 1961-2003 | Parámetros climáticos promedio de Serranillos en el periodo 1961-2003 | Parámetros climáticos promedio de Serranillos en el periodo 1961-2003 | Parámetros climáticos promedio de Serranillos en el periodo 1961-2003 | Parámetros climáticos promedio de Serranillos en el periodo 1961-2003 | Parámetros climáticos promedio de Serranillos en el periodo 1961-2003 | Parámetros climáticos promedio de Serranillos en el periodo 1961-2003 | Parámetros climáticos promedio de Serranillos en el periodo 1961-2003 | Parámetros climáticos promedio de Serranillos en el periodo 1961-2003 | Parámetros climáticos promedio de Serranillos en el periodo 1961-2003 | Parámetros climáticos promedio de Serranillos en el periodo 1961-2003 | Parámetros climáticos promedio de Serranillos en el periodo 1961-2003 | Parámetros climáticos promedio de Serranillos en el periodo 1961-2003 |
| Mes | Ene.                                                                  | Feb.                                                                  | Mar.                                                                  | Abr.                                                                  | May.                                                                  | Jun.                                                                  | Jul.                                                                  | Ago.                                                                  | Sep.                                                                  | Oct.                                                                  | Nov.                                                                  | Dic.                                                                  | Anual                                                                 |
| --- | --------------------------------------------------------------------- | --------------------------------------------------------------------- | --------------------------------------------------------------------- | --------------------------------------------------------------------- | --------------------------------------------------------------------- | --------------------------------------------------------------------- | --------------------------------------------------------------------- | --------------------------------------------------------------------- | --------------------------------------------------------------------- | --------------------------------------------------------------------- | --------------------------------------------------------------------- | --------------------------------------------------------------------- | --------------------------------------------------------------------- |
| Precipitación total (mm) | 171.9                                                                 | 132.2                                                                 | 109.9                                                                 | 139.8                                                                 | 119.0                                                                 | 51.1                                                                  | 19.7                                                                  | 17.3                                                                  | 66.2                                                                  | 163.4                                                                 | 209.8                                                                 | 183.6                                                                 | 1391.9                                                                |
| Fuente: Ministerio de Agricultura, Alimentación y Medio Ambiente. Datos de precipitación para el periodo 1961-2003 en Serranillos |                                                                       |                                                                       |                                                                       |                                                                       |                                                                       |                                                                       |                                                                       |                                                                       |                                                                       |                                                                       |                                                                       |                                                                       |                                                                       |

## Historia
Según algunos historiadores, Serranillos se fundó en 1262. Procede de la gente, llamada serrana, que llegaron huyendo de Burgos, Soria y La Rioja. Hay testimonio de Serranillos como perteneciente a la jurisdicción eclesiástica de la Abadía de Santa María de Burgohondo en el siglo XIV:

El segundo abad don Juan, 1351- 1357: Tenemos noticia del abad don Juan desde 1351, pero, sin duda, la actuación más representativa de este prelado tiene que ver con todo lo que rodea el pleito de 1357, del que damos buena cuenta en el capítulo que dedicamos al diezmo eclesiástico, en el capítulo cuarto de este trabajo. Baste adelantar que, durante su abadiato, probablemente, y de acuerdo a la documentación disponible en los diferentes anexos, la abadía de Santa María vivia la mayor extensión de su área de influencia de toda su historia. De hecho, en los documentos de su etapa como abad se citan en varias ocasiones hasta 29 lugares dependientes de su jurisdicción eclesiástica en los actuales términos municipales de Burgohondo, Navaluenga, Navalmoral de la Sierra, San Juan del Molinillo, Navarredondilla, Navalacruz, Navatalgordo, Navaquesera, Navalosa, Hoyocasero, Serranillos, Navarrevisca y Villanueva de Ávila.

Parece ser que Serranillos era un paso codiciado por su puerto, como punto de salida hacia el sur de Ávila, y aunque en un principio perteneció al monasterio de Santi-Espiritu de Ávila, después pasó al señorío de Arenas. A la muerte de Álvaro de Luna, Juan II de Castilla se lo cedió a su prima Juana de Pimentel (la Triste Condesa), viuda de Álvaro de Luna. Más tarde se incorporaría al Señorío de Mombeltrán.
No se sabe con exactitud cuando se formó el asocio de Mombeltrán, aunque se cree que fue entre 1475-1600.[cita requerida] Este asocio estaba constituido por doce pueblos, entre ellos Serranillos. Los pueblos fueron separándose y llevándose parte de los terrenos. Serranillos fue el último en escindirse, no queriendo después de que la villa le cediera.[cita requerida] En 1902 era ya Ayuntamiento, teniendo entidad jurídica propia.
En 1587 formaba parte ya de la tierra de Mombeltrán junto a Las Cuevas, La Higuera, Lanzahíta, Las Torres, Mijares, Mombeltrán, Pedro Bernardo, Villarejo, San Esteban, Santa Cruz y Los Gavilanes. Hasta 1834 perteneció al partido de cuando pasó a formar parte del de Arenas. En 1988 se volvieron a redefinir los partidos judiciales de la provincia de Ávila y Serranillos pasa a pertenecer al partido judicial de Ávila.